# Старунська сільська рада
| Старунська сільська рада — орган місцевого самоврядування у Богородчанському районі Івано-Франківської області з адміністративним центром у с. Старуня. Водоймища на території, підпорядкованій даній раді: річка Лукавець. Сільській раді підпорядковані населені пункти: - с. Старуня - с. Ластівці |

## Склад ради
Рада складається з 20 депутатів та голови.

### Керівний склад ради
| ПІБ                   | Основні відомості                                                                       | Дата обрання | Дата звільнення |
| --------------------- | --------------------------------------------------------------------------------------- | ------------ | --------------- |
| Мосюк Іван Васильович | Сільський голова, 1961 року народження, освіта, член Конгресу Українських Націоналістів | 26.03.2006   | 31.10.2010      |
| Мосюк Іван Васильович | Сільський голова, 1961 року народження, освіта вища, безпартійний                       | 31.10.2010   |                 |

Примітка: таблиця складена за даними джерела